# Quận Armstrong, Pennsylvania

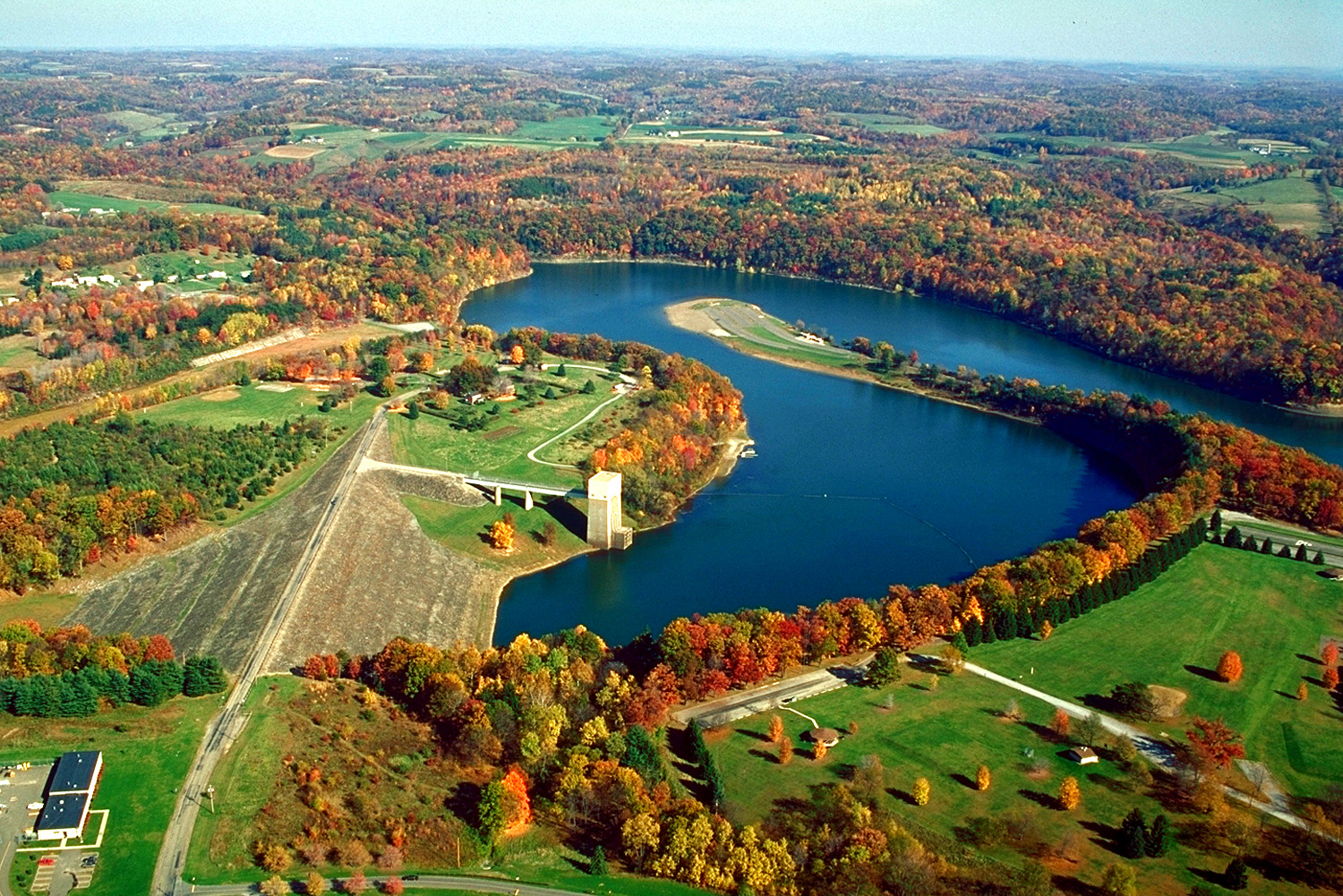
Khu vực giải trí hồ Crooked Creek là một đập, hồ chứa nước và công viên gần thành phố Ford ở quận Armstrong.

Quận Armstrong là một quận trong tiểu bang Pennsylvania, Hoa Kỳ. Quận lỵ đóng ở Kittanning.. Theo điều tra dân số năm 2010 của Cục điều tra dân số Hoa Kỳ, quận có dân số 68.941 người.
Quận được tổ chức vào ngày 12 tháng 3 năm 1800, từ các khu vực của câc quận Allegheny, Westmoreland và Lycoming. Quận được đặt theo tên của John Armstrong, người đại diện Pennsylvania trong Quốc hội Lục địa và phục vụ như là một thiếu tướng trong Chiến tranh Cách mạng Mỹ.

## Địa lý
Theo Cục điều tra dân số Hoa Kỳ, quận có diện tích 1720 kilômét vuông, trong đó có 28 km2 là diện tích mặt nước.